# Gheorghe G. Mironescu
Gheorghe G. Mironescu, comumente chamado de G. G. Mironescu (Vaslui, 29 de janeiro de 1874 — Bucareste, 1949), foi um político romeno, membro do Partido Nacional dos Camponeses (PNT), que ocupou o cargo de primeiro-ministro em dois mandatos.

## Biografia
Nascido em Vaslui, ingressou no PNT e tornou-se um dos seus mais reconhecidos líderes, a principal figura da facção adepta do autoritarismo e feroz combatente dos grupos esquerdistas. Após 1928, foi Ministro do Exterior do primeiro gabinete de Iuliu Maniu.
Em 1930, o rei Carol II retornou incógnito à Romênia (com passaporte falso). Na manhã de 7 de junho de 1930, o governo convocou o parlamento com a intenção de cancelar o ato de 4 de janeiro de 1926, no qual Carlo tinha renunciado ao trono. Carol foi então proclamado o novo rei da Romênia, substituindo seu próprio filho Michael I. Maniu renunciou e um novo governo do PNT foi formado, sob a liderança de Gheorghe Mironescu, restitiuindo o trono a Carol II em 8 de junho de 1930.